# Деканат Маттерсбург
Деканат Маттерсбург — деканат католической епархии Айзенштадт.
Деканат  включает в себя 18 приходов.

## Приходы с церковными зданиями
| Приход — Pfarre                                   | Святой покровитель — Patrozinium                    | Церковное здание — Kirchengebäude                                                      | Изображение — Bild                                            |
| Антау (Antau)                                     | Андрей Первозванный (Hl. Andreas)                   | Приходская церковь Антау (Pfarrkirche Antau)                                           | Приходская церковь Антау                                      |
| Бад-Зауэрбрунн (Bad Sauerbrunn)                   | Вознесение Девы Марии (Mariä Himmelfahrt)           | Приходская церковь Бад-Зауэрбрунн (Pfarrkirche Bad Sauerbrunn)                         | Приходская церковь Бад-Зауэрбрунн                             |
| Баумгартен (Baumgarten)                           | Святой Пётр и святой Павел (Hll. Petrus und Paulus) | Приходская церковь Баумгартен-им- Бургенланд (de:Pfarrkirche Baumgarten im Burgenland) | Приходская церковь Баумгартен-им- Бургенланд                  |
| Вальберсдорф (Walbersdorf)                        | Леонард Лиможский (Hl. Leonhard)                    | Приходская церковь Вальберсдорф (Pfarrkirche Walbersdorf)                              | Приходская церковь Маттерсбург-Вальберсдорф                   |
| Визен (Wiesen)                                    | Святой Дух (Hl. Geist)                              | Приходская церковь Визен (Pfarrkirche Wiesen)                                          | Приходская церковь Святого Духа в Визене                      |
| Драсбург (Draßburg)                               | Святая Анна (Hl. Anna)                              | Приходская церковь Драсбург (Pfarrkirche Draßburg)                                     | Приходская церковь Драсбург                                   |
| Зигграбен (Sieggraben)                            | Воздвижение Креста Господня (Kreuzerhöhung)         | Приходская церковь Зигграбен (Pfarrkirche Sieggraben)                                  | Католическая приходская церковь Зигграбен                     |
| Зиглес (Sigleß)                                   | Собор всех святых (Allerheiligen)                   | Приходская церковь Зиглес (Pfarrkirche Sigleß)                                         | Приходская церковь Зиглес                                     |
| Клайнфрауэнхайд (Kleinfrauenhaid)                 | Вознесение Девы Марии (Mariä Himmelfahrt)           | Приходская церковь Клайнфрауэнхайд (Pfarrkirche Kleinfrauenhaid)                       | Святая церковь Вознесения Девы Марии (Клайнфрауэнхайд)        |
| Кренсдорф (Krensdorf)                             | Сигизмунд (король бургундов) (Hl. Sigismund)        | Приходская церковь Кренсдорф (Pfarrkirche Krensdorf)                                   | Приходская церковь святого Сигизмунда (Кренсдорф)             |
| Марц (Marz)                                       | Коронование Богоматери (Mariä Krönung)              | Приходская церковь Марц (Pfarrkirche Marz)                                             | Церковь Марц                                                  |
| Маттерсбург (Mattersburg)                         | Мартин Турский (Hl. Martin)                         | Приходская церковь Маттерсбург (Pfarrkirche Mattersburg)                               | Приходская церковь святого Мартина Турского (Маттерсбург)     |
| Нойдёрфль-ан-дер-Лайта (Neudörfl an der Leitha)   | Рождество Пресвятой Богородицы (Mariä Geburt)       | Приходская церковь Нойдёрфль-ан-дер-Лайта (Pfarrkirche Neudörfl an der Leitha)         | Приходская церковь Рождества Пресвятой Богородицы (Нойдёрфль) |
| Пётчинг (Pöttsching)                              | Николай Чудотворец (Hl. Nikolaus)                   | Приходская церковь Пётчинг (Pfarrkirche Pöttsching)                                    | Приходская церковь Пётчинг                                    |
| Рорбах-бай-Маттерсбург (Rohrbach bei Mattersburg) | Святой Себастьян (Hl. Sebastian)                    | Приходская церковь Рорбах-бай-Маттерсбург (Pfarrkirche Rohrbach bei Mattersburg)       | Католическая приходская церковь Рорбах-бай-Маттерсбург        |
| Форхтенштайн (Forchtenstein)                      | Вознесение Девы Марии (Mariä Himmelfahrt)           | Приходская церковь Форхтенштайн (Pfarrkirche Forchtenstein)                            | Приходская церковь Вознесения Девы Марии (Форхтенштайн)       |
| Хирм (Hirm)                                       | Святой Рох (Hl. Rochus)                             | Приходская церковь Хирм (Pfarrkirche Hirm)                                             | Филиал церкви Святого Роха (Хирм)                             |
| Шаттендорф (Schattendorf)                         | Архангел Михаил (Hl. Michael)                       | Приходская церковь Шаттендорф (Pfarrkirche Schattendorf)                               | Приходская церковь святого Архангела Михаила (Шаттендорф)     |

## Внешние ссылки
- Официальный сайт епархии Айзенштадта  (нем.)
- Информация об епархии Айзенштадта  (англ.)
- Диоцез Айзенштадт  (нем.)
- Диоцез Айзенштадт (обзорная информация)  (нем.)
- Деканаты диоцеза Айзенштадт Dekanate  (нем.)
- Приходы диоцеза Айзенштадт Pfarren  (нем.)